# Bradypodidium bradyporum
Bradypodidium bradyporum là một loài bọ cánh cứng trong họ Bọ hung (Scarabaeidae).